# Église de Rajamäki
L’église de Rajamäki (finnois : Rajamäen kirkko) est une église luthérienne située dans le village de Rajamäki à Nurmijärvi en Finlande. L'église a été construite, pour ses employés, par la société Alko(Vehviläinen 1963).

## Description
L'église de style fonctionnaliste présente de nombreux symboles chrétiens.
La tour de 48,1 mètres de hauteur porte une croix de 7 mètres de haut.
Les longs murs de l'église d'un seul tenant symbolisent la tunique du Christ.
La Sainte Trinité est rappelée par trois lustres de Paavo Tynell.
Le vitrail circulaire du mur méridional symbolise la lumière éternelle du royaume de Dieu.
L'évidement de l'autel est fait pour ressembler à un livre ouvert.
Les cloches électrifiées sont placées dans la tour qui est percée de trous aux volets réglables.
L'église attendra la fin de la guerre et même 1958 pour se mettre en quête d'un retable.
L'appel d'offre sera remporté par la fresque Chemin, Vérité et Vie d'Anna Räsänen.
Les deux murs de l'entrée portent les reliefs d'Arvi Tynys représentant le  Sermon sur la montagne, Jésus bénissant les enfants.
Fait très rare dans une église luthérienne, l'église possède aussi une représentation de Madone, sculptée par Gunnar Uotila "la Madone de Rajamäki", qui est placée sur la façade de la chaire. 
L'œuvre a été financée par Karl August Fagerholm le directeur général d'Alko (Vehviläinen 1963).

## Galerie

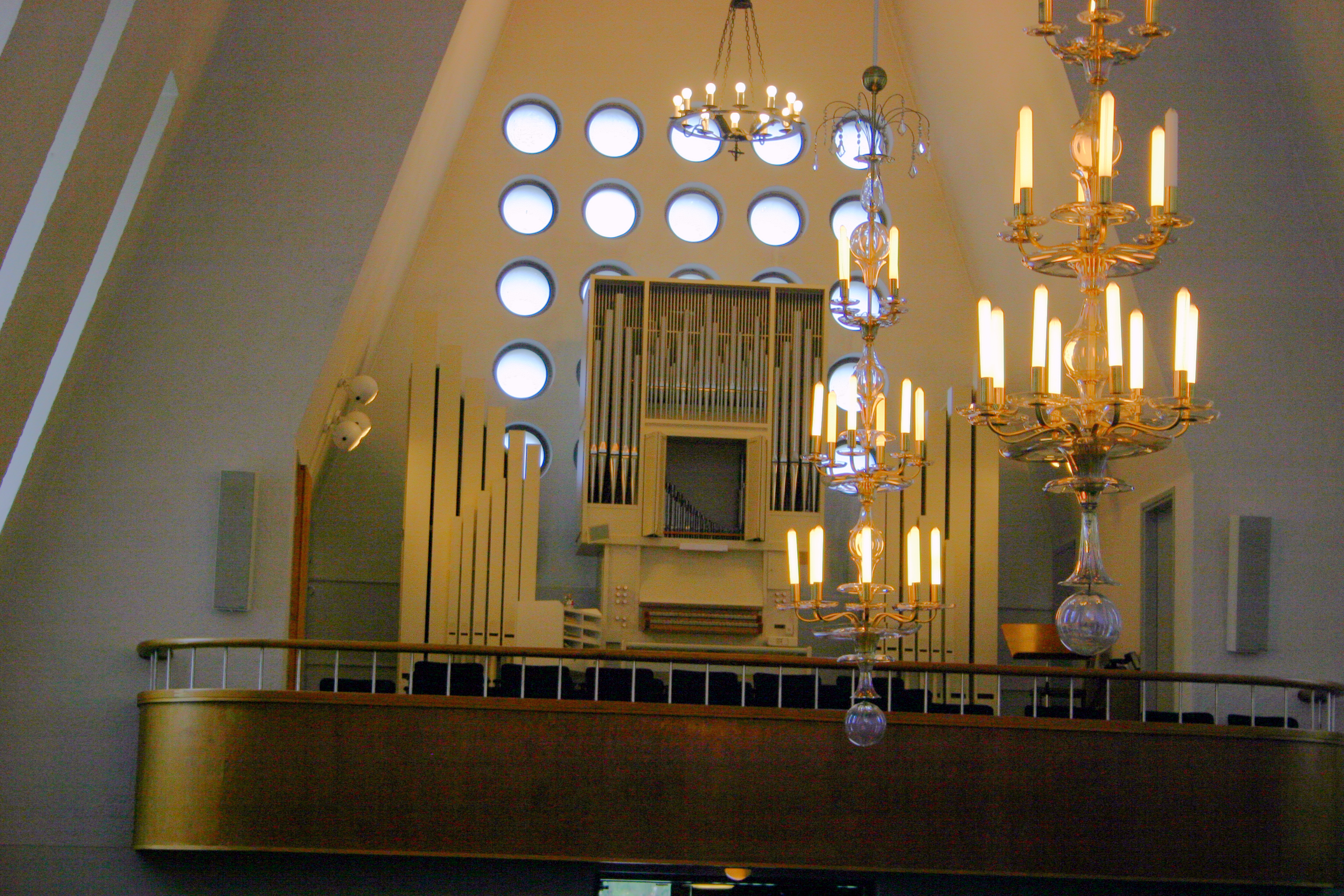
L'orgue.
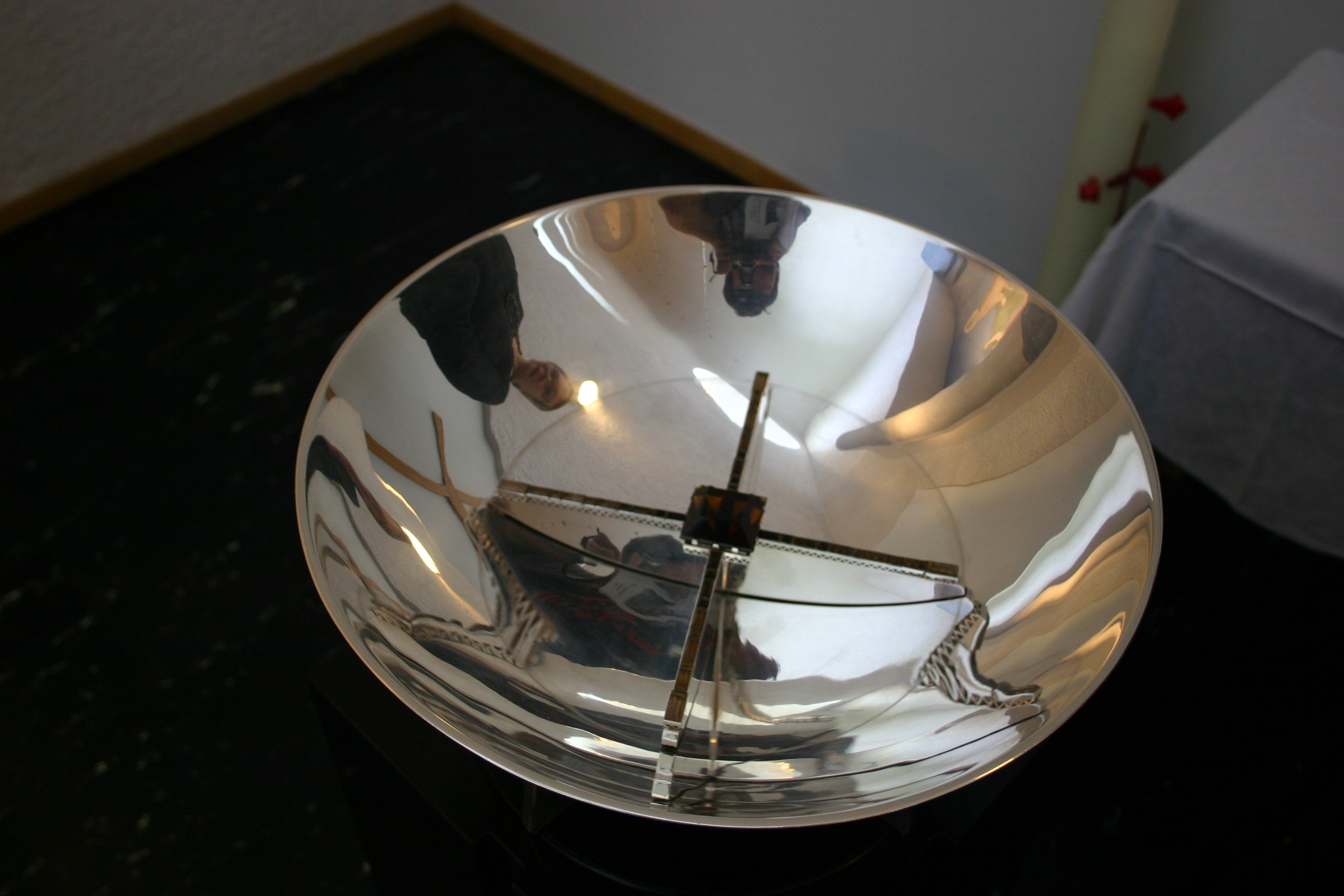
Fonts baptismaux